# Schalmei
 (février 2021).

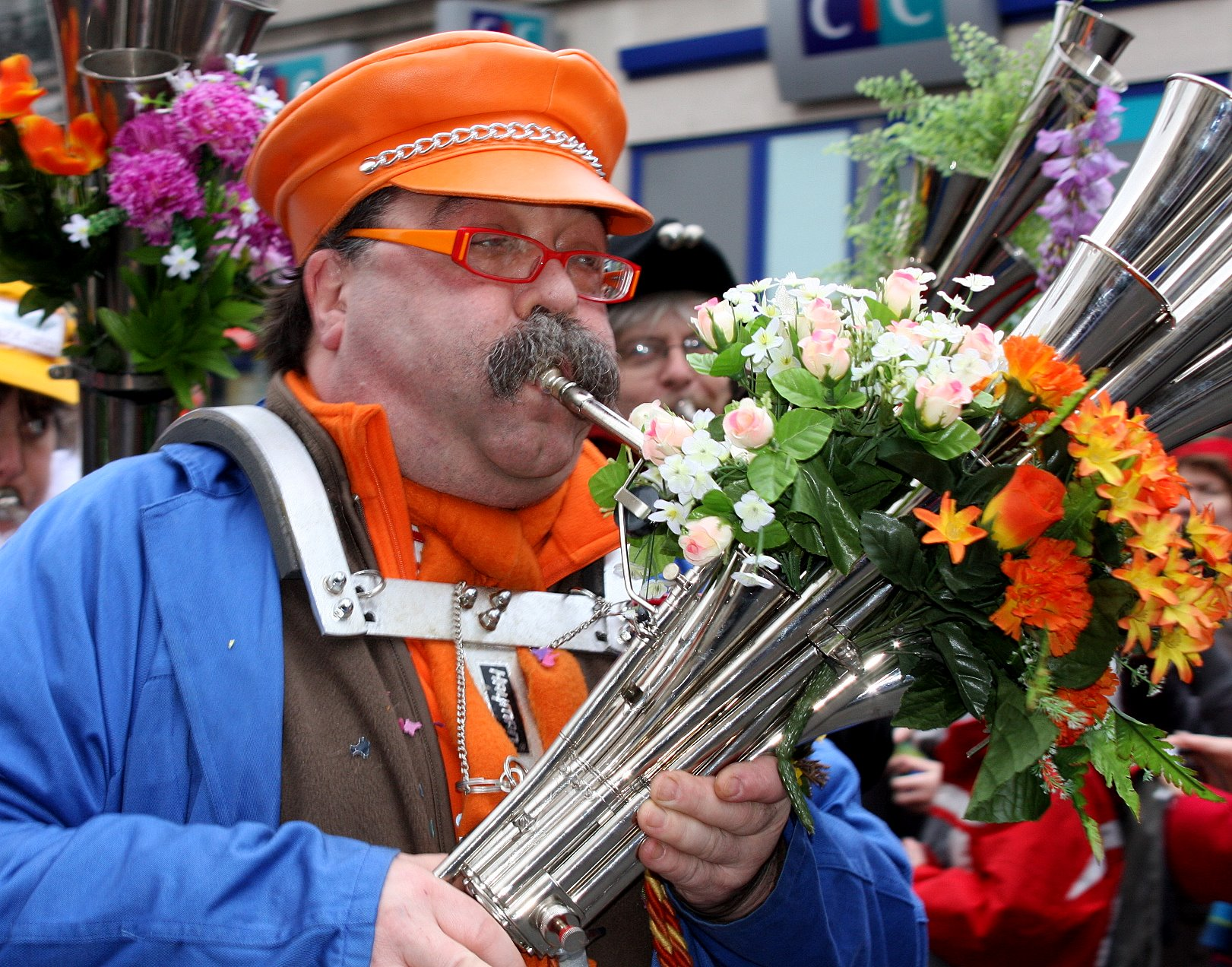
Joueur de Schalmei au Carnaval de Paris 2009.

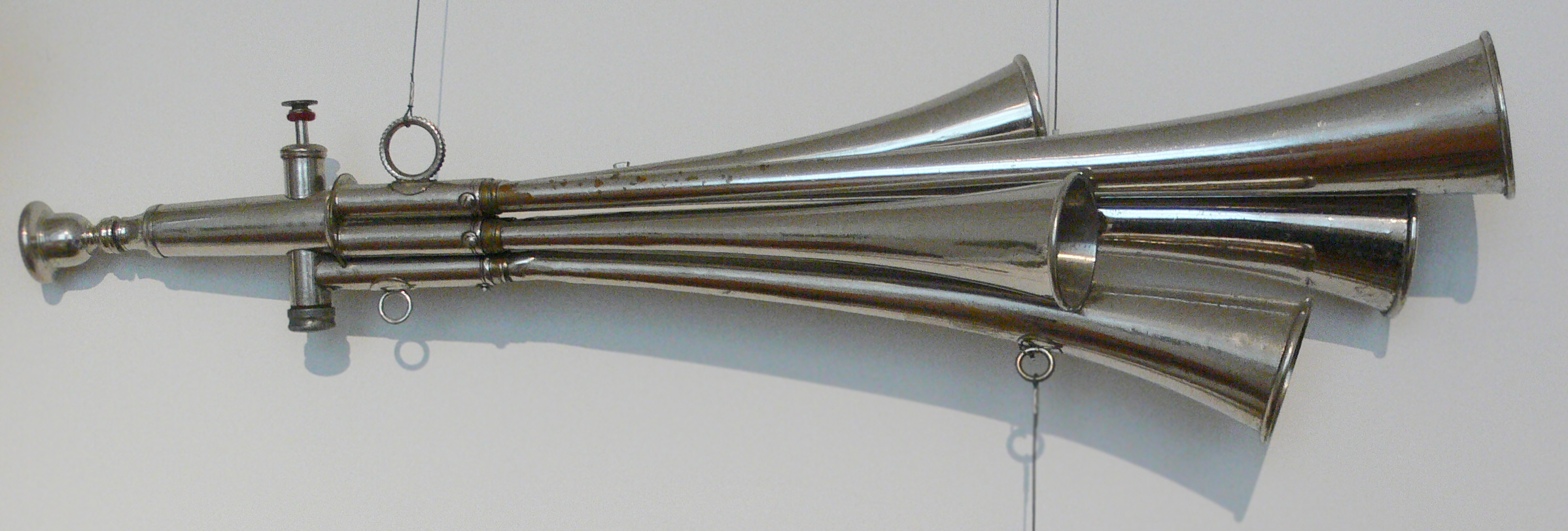

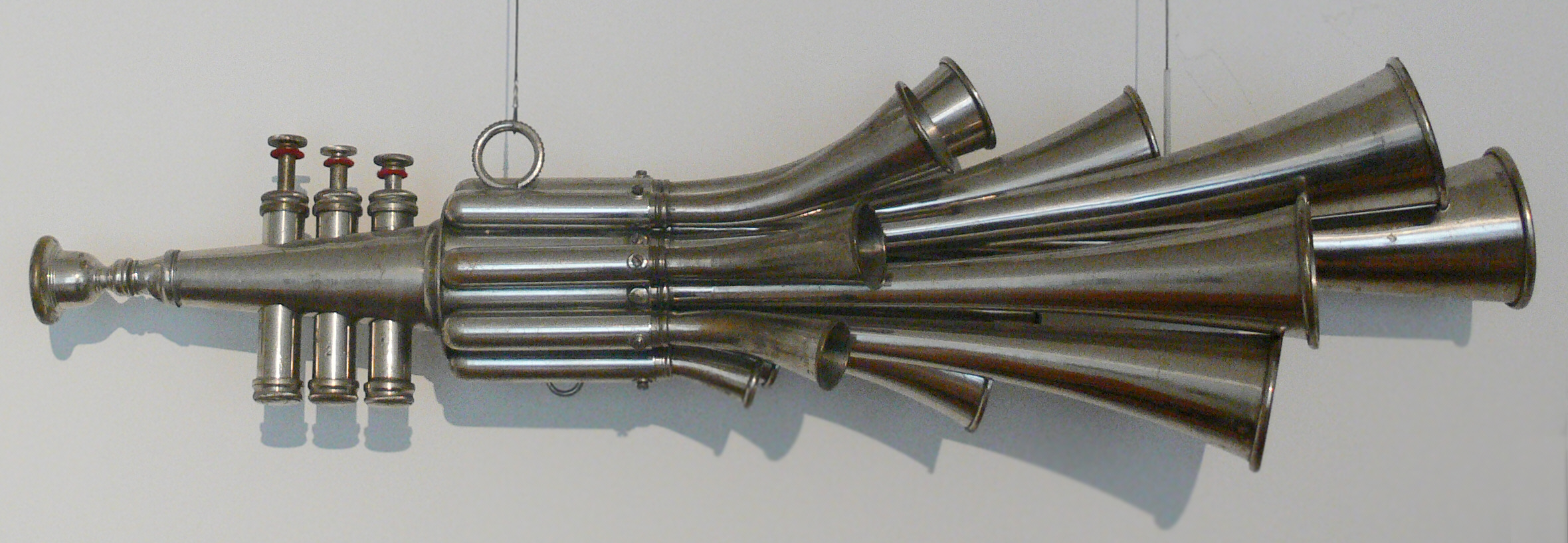
Deux Schalmei.

Le Schalmei, appelé aussi Martinophone, Trompette Martin ou Trompette Klaxon est un instrument de musique de fanfare inventé et fabriqué en Allemagne.
Les noms Trompette Martin et Martinophone rappellent l'inventeur de l'instrument Max B. Martin.
Schalmei est aussi un des noms en allemand de cet instrument et le nom d'un autre instrument : la Chalemie. Avec laquelle il ne faut pas confondre la Trompette Klaxon.

## Histoire du Schalmei
1895 : naissance en Allemagne de la « Fanfare Impériale ». Chacun de ses membres joue sur une Trompette Klaxon à une seule note.
Progressivement, l'instrument est enrichi et amélioré. Grâce à un système de pistons, il parvient à jouer deux notes par instrument.
1905 : La société Max B. Martin à Philippsburg produit des sirènes et Klaxons. 
Selon certains, lors d'une grève des usines Martin, vers 1920, les ouvriers occupant l'entreprise bricolent des Klaxons pour former une fanfare revendicative.
Chose en tout cas certaine, c'est que vers cette année-là apparaissent en Allemagne des « Fanfares rouges » jouant des airs révolutionnaires sur des Trompettes Klaxons. Ce sont des fanfares communistes. Elles utilisent des instruments de tessitures variées : sopranino, soprano, alto, ténor, baryton, basse et contrebasse.
En 1933, après leur prise du pouvoir, les nazis interdisent les Fanfares rouges.
1950 : expropriation des usines Max B. Martin, elles deviennent propriété de l'état de RDA.
1989 : chute du mur de Berlin, disparition de la RDA. Avec elle disparaissent un certain nombre de fanfares de Trompettes Klaxons.
Cet instrument reste peu connu en dehors du territoire de l'ex RDA.

## Sources
- L'Armée du Chahut présente la Fanfare Klaxon ZEK !, publicité imprimée pour un ensemble français de Trompettes Klaxons basé à Bobigny.
- Page Internet sur le Schalmei.